# ピアノソナタ第21番 (シューベルト)
ピアノソナタ第21番 変ロ長調 D 960 は、フランツ・シューベルトが1828年9月に作曲したピアノソナタ。
この曲は作曲者晩年のピアノソナタ3部作（『第19番 ハ短調』（D 958）、『第20番 イ長調』（D 959）、本作）の最後を締めくくり、また、作曲者の生涯最後のピアノソナタである。出版は他の2曲と共に11年後の1839年となった。
3曲まとめて論じた英語版の記事において、創作の過程などが取り上げられている。

## 曲の構成
全4楽章、演奏時間は約43分。
- 第1楽章 モルト・モデラート
変ロ長調、4分の4拍子、ソナタ形式。

跳躍は少ないが、シューベルトらしい歌謡的な第1主題に始まる。瞑想するような低音のトリルの後、突如変ト長調によって主題の旋律が歌われ、曲はゆっくりと進行していく。第2主題はゆっくり行進するような嬰ヘ短調の二重奏によって開始され、イ長調、ロ短調、ニ短調を経て、変ロ長調に回帰し、やがてヘ長調のコデッタに至る。低音のトリルを間に挟んで提示部が反復された後、展開部が嬰ハ短調で開始されるが様々な転調を繰り返し、トリルが連続する瞑想的な部分に至る。
- 第2楽章 アンダンテ・ソステヌート
嬰ハ短調、4分の3拍子、三部形式。
嬰ハ短調の三重奏によって主題が提示される。中間部ではイ長調の暖かな低音の響き。
- 第3楽章 スケルツォ：アレグロ・ヴィヴァーチェ・コン・デリカテッツァ - トリオ 
変ロ長調、4分の3拍子、複合三部形式。
高音中心の優美な曲想で、転調しながら主題が繰り返される。この曲想は前年の1827年に作曲した歌曲『リュートに寄せて』（作品81, D 905)の伴奏曲を発展させたものである。トリオは変ロ短調に変わり、短いながら陰鬱な感情を見せている。
- 第4楽章 アレグロ・マ・ノン・トロッポ - プレスト
変ロ長調、4分の2拍子、提示部を繰り返さないソナタ形式。
冒頭は、G音のユニゾンからハ短調で始まり、変ロ長調へと転調する。 冒頭と転調後の旋律は前年の1827年頃に作曲した『4つの即興曲』（作品90, D 899）の第1番の構成から着想を得たものである。第1楽章同様に再現部は一切省略なし。最後はプレストのテンポで締めくくられる。

## 吉松隆編曲によるピアノ協奏曲版
日本の作曲家である吉松隆は、この曲を『シューベルト＠ピアノ協奏曲』としてオーケストラとピアノのために編曲した。吉松はこの曲を田部京子のCDで初めて聞き、魅了された。それがきっかけとなり、吉松の「プレイアデス舞曲集」を録音することになり、1998年には『ピアノ協奏曲《メモ・フローラ》』（作品67）を書き下ろした。その中で、「シューベルトのピアノソナタ第21番をピアノ協奏曲にしてはどうだろう」と思いつき、2000年の春に完成させた。吉松本人は「誰に頼まれたのでもなく、演奏する当てがあったわけでもない。好きな曲だったのでオーケストラで鳴らしてみたかった、ピアニスト（田部）の誕生日のサプライズプレゼントにしたかったというだけのかなり気まぐれな（逆に言えば純粋な好奇心に駆られて書いた）作品である。」と語っている。しかし、スコアを指揮者の藤岡幸夫に見せたところ、反応があまり芳しくなく、それ以来、半ばお蔵入り状態となっていた。しかし、その後2020年になって、藤岡がスコアを再び発見し、2021年に田部京子のピアノ、藤岡幸夫の指揮で東京シティ・フィルハーモニック管弦楽団 第67回ティアラこうとう定期演奏会にて世界初演された。その後、2022年には同じく田部京子のピアノ、藤岡幸夫の指揮で関西フィルハーモニー管弦楽団 Meet the classic Vol.45にて関西初演も行われている。なお、ソロ・ピアノパートは、一部改変が施されているものの、大筋は変わらない。